# Dothan (Alabama)

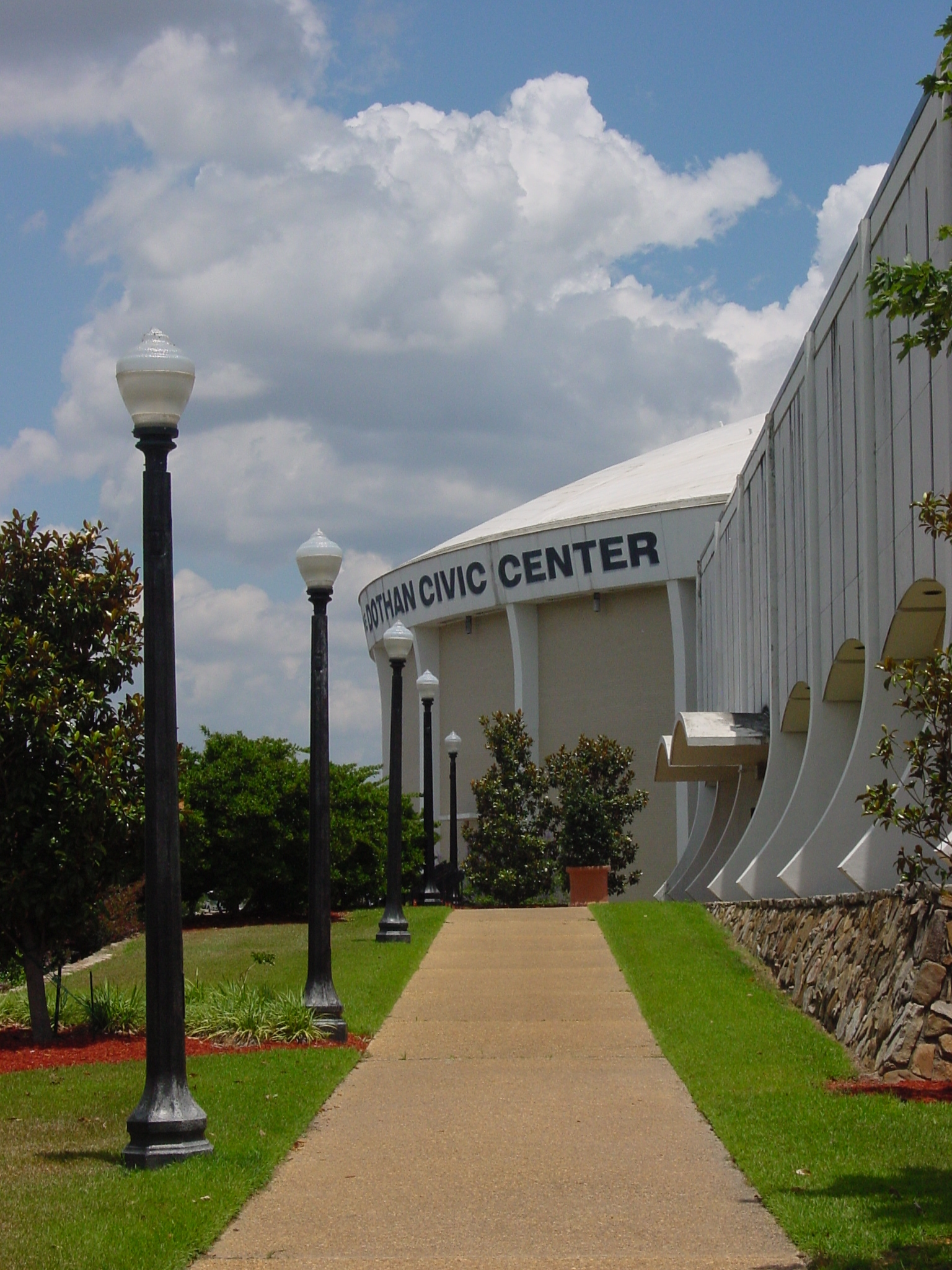
Dothan Civic centre

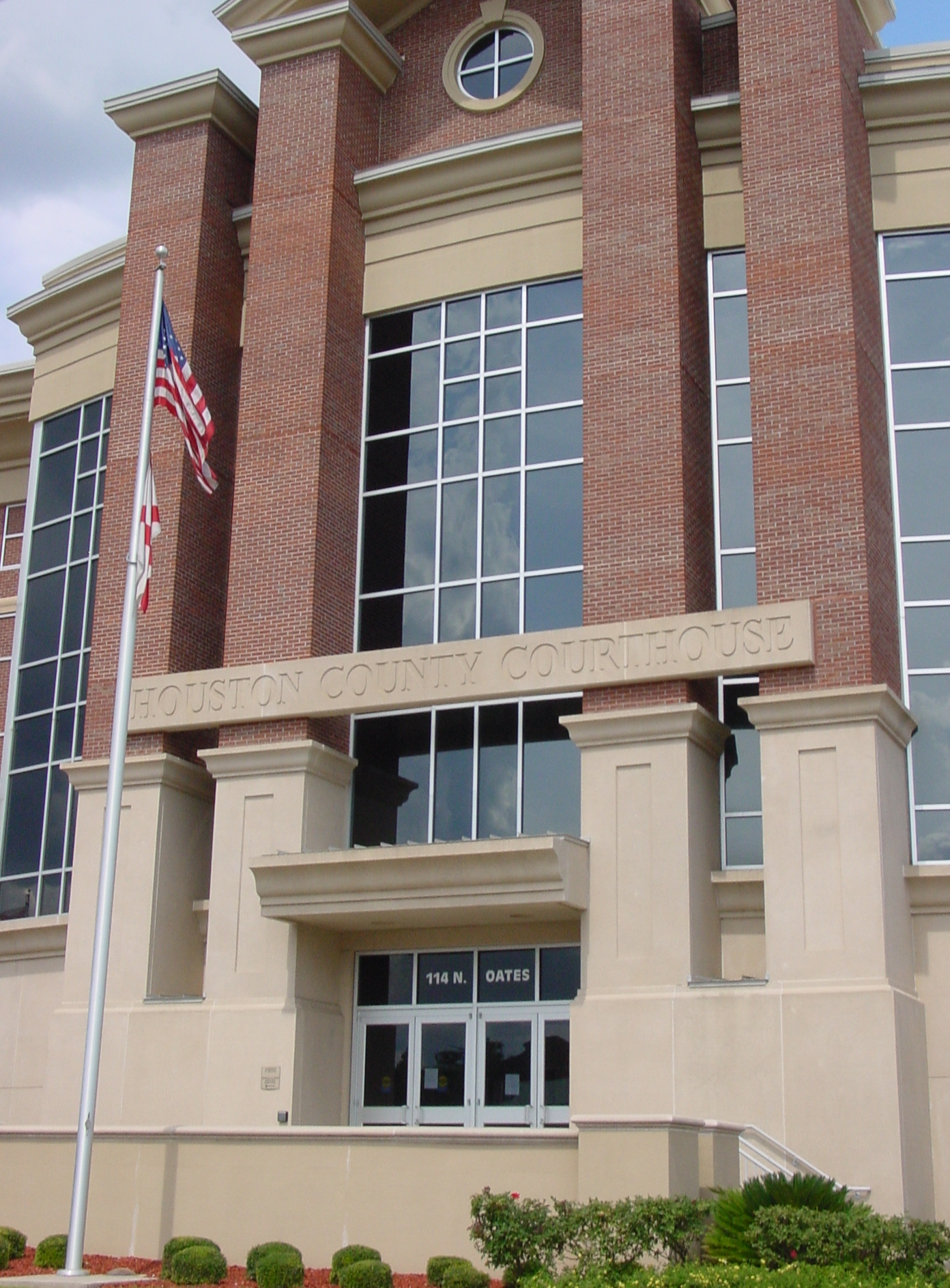
Houston County Courthouse

Dothan is een plaats (city) in de Amerikaanse staat Alabama, en valt bestuurlijk gezien onder Dale County en Henry County en Houston County.

## Demografie
Bij de volkstelling in 2000 werd het aantal inwoners vastgesteld op 57.737.
In 2006 is het aantal inwoners door het United States Census Bureau geschat op 64.053, een stijging van 6316 (10,9%).

## Geografie
Volgens het United States Census Bureau beslaat de plaats een oppervlakte van
224,8 km², waarvan 224,3 km² land en 0,5 km² water.

## Nabijgelegen plaatsen
De onderstaande figuur toont de plaatsen in de directe omgeving van Dothan. Een gele markeerstip geeft aan dat de plaats meer dan 20.000 inwoners telt, een zwarte stip geeft aan dat de plaats minder dan 20.000 inwoners telt.

## Geboren
- Donna D'Errico (1968), actrice en model